# Paris–Tours 1965
Paris–Tours 1965 war die 59. Austragung von Paris–Tours, ein französisches Eintagesrennen im Straßenradsport. Es wurde am 10. Oktober 1965 über eine Distanz von 247 Kilometer von der französischen Hauptstadt Paris nach Tours im Département Indre-et-Loire ausgetragen. Sieger wurde Gerben Karstens aus den Niederlanden.

## Rennen
94 Radrennfahrer traten zum Rennen auf einem flachen Kurs an. Das Rennen gehörte zur Rennserie Super Prestige Pernod in jener Saison. Die Veranstalter knüpften an frühere Traditionen des Rennens an und erlaubten keine Gangschaltung. Mehrere Zahnkränze waren erlaubt, die Fahrer mussten für den Wechsel der Übersetzung allerdings die Kette per Hand umlegen. Das Rennen wurde geprägt von mehreren Ausreißversuchen des Briten Tom Simpson. Nach 180 Kilometern hatte er mehr als zwei Minuten Vorsprung, musste dann aber per Hand die Übersetzung wechseln und wurde wieder eingeholt. Er fuhr einen weiteren Vorstoß, führte bis kurz vor dem Ziel und wurde noch vom Hauptfeld überholt. Simpson wurde im Finale dann 70. 82 Fahrer kamen ins Ziel.

## Ergebnis
| Platz | Fahrer             | Team                     | Zeit            |
| ----- | ------------------ | ------------------------ | --------------- |
| 1.    | Gerben Karstens    | Televizier               | 5:28:51 Stunden |
| 2.    | Gustaaf De Smet    | Wiel’s-Groene Leeuw      | + 0:08 Min.     |
| 3.    | Fernand Deferm     | Dr. Mann                 | gl. Zeit        |
| 4.    | Guido Reybrouck    | Flandria                 | gl. Zeit        |
| 5.    | Arthur De Cabooter | Wiel’s-Groene Leeuw      | gl. Zeit        |
| 6.    | André Noyelle      | Dr. Mann                 | gl. Zeit        |
| 7.    | Jan Janssen        | Pelforth–Sauvage–Lejeune | gl. Zeit        |
| 8.    | Jan Nolmans        | Flandria                 | gl. Zeit        |
| 9.    | Jos Huysmans       | Dr. Mann                 | gl. Zeit        |
| 10.   | Leo van Dongen     | Televizier               | gl. Zeit        |